# Pandharpur (Solapur)
Pandharpur is een nagar panchayat (plaats) in het district Solapur van de Indiase staat Maharashtra. De stad ligt aan de rivier de Bhima. In de stad staat de Vithobatempel, de belangrijkste tempel voor de hindoegod Vithoba, waar jaarlijks een miljoen pelgrims naartoe komt.

## Demografie
Volgens de Indiase volkstelling van 2001 wonen er 91.381 mensen in Pandharpur, waarvan 52% mannelijk en 48% vrouwelijk is. De plaats heeft een alfabetiseringsgraad van 71%. 

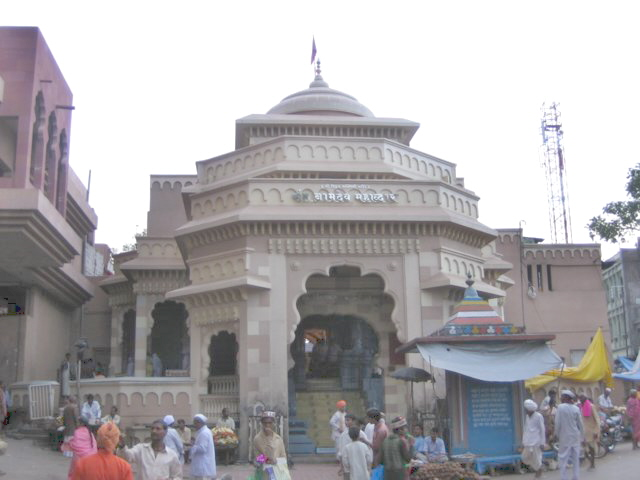
Hoofdingang van de Vithobatempel